# 河野史代
河野史代（日语：こうの史代，1968年9月28日—），日本漫畫家，比治山大學美術科客座教授。

## 經歷
1987年進入廣島大學理科部就讀，並參加插畫漫畫同好會，立志成為漫畫家後退學上東京，擔任過戶田勝之、谷川史子的助手，1995年以《街角花語人生》出道。
作品《夕嵐之街 櫻之國》於2004年榮獲第8屆日本新媒體動漫藝術節漫畫部門大賞、翌年榮獲第9屆手塚治虫文化賞新生賞。
2009年作品《謝謝你，在這世界的一隅找到我》榮獲第13屆日本新媒體動漫藝術節漫畫部門優秀賞。